# ブビ族
ブビ族 (Bubi) とはアフリカは赤道ギニアのビオコ島に住む民族である。
ブビ族は13世紀にカメルーンおよびリオ・ムニ（ムビニ）に居住していたファン族によって追いやられ、アフリカ本土（リオ・ムニ）から当時無人島だったビオコ島に逃れ着いたバントゥー系民族の子孫である。
長年に渡り、リオ・ムニ出身のファン族により弾圧を含む政治支配を受けてきたため、ブビ族のファン族に対する不信感が強く、民族的な対立が続いている。ブビ族は自身によるビオコ島の分離独立を求め、ビオコ自治運動を展開している。

## 画像

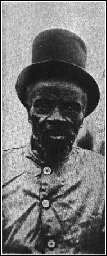
ブビ族の最後の王、en:Malabo Lopelo Melaka
ブビ族の子供